# Кременчуцький тролейбус
Кременчуцький тролейбус — чинна тролейбусна система міста Кременчук, Полтавська область. Тролейбусна мережа складається з 13 маршрутів. Річний пасажиропотік 2016 року складав 20,9 млн пасажирів, 2018 року складав 16,7 млн пасажирів, у т. ч. платних пасажирів — 5,7 млн чол., безоплатних (пільгових) — 11,0 млн чол..
Рухомий склад нараховує 64 пасажирських тролейбусів, усі з низьким рівнем підлоги. Станом на жовтень 2019 року вартість разового проїзду становила 2,00 ₴ і була найнижчою в Україні. З 1 червня 2022 року вартість проїзду складала 10 ₴. А вже з 1 жовтня 2024 року вартість проїзду складає 12 ₴.

## Історія
1899 року одним з перших в Російській імперії, побудований Бельгійським акціонерним товариством, по вулицях міста був запущений електричний трамвай. Через історичні катаклізми - кременчуцький трамвай припинив своє існування після 1917 року в період розрухи й плутанини, викликаними громадянською війною в Україні.

### 1950— 1960-ті роки
Ідея будівництва тролейбусної мережі в Кременчуці почала з'являтися в 1950-х роках. 1965 року почалася активна фаза будівництва. Ударними темпами будувалася мережа та тролейбусне депо. У листопаді 1966 року була запущена перша тролейбусна лінія від річкового вокзалу до електростанції. Через рік існуючу лінію добудували до автозаводу. Депо розташовувалося на вулиці Київській і налічувало 19 машин Київ-4 виробництва Київського заводу електротранспорту. Майже відразу добудовувалася лінія на новозбудований НПЗ.

### 1970— 1980-ті роки
У 1970-х роках тролейбусна мережа швидко розвивається і поповнюється новими машинами. Відразу після пуску 3-го маршруту, починається втілення ідеї про зв'язок лівого і правого берега міста тролейбусної мережею. Починається будівництво мережі в Крюкові. 1974 року на святкуваннях 100-річчя КВБЗ урочисто відкривають Крюківську лінію, яка проходила по вулиці Приходько і зв'язала міст через Дніпро з прохідною вагонобудівного заводу. Через неможливість провести контактну мережу через міст, лінія виявилася відрізаною від основної тролейбусної мережі. Через кілька років експлуатації (лінію обслуговував всього 1 тролейбус) її вирішено було закрити.
Найбільшого розвитку КТУ досягло у 1980-ті роки. Парк поповнюється новими машинами ЗіУ-682, виробництва Енгельского тролейбусного заводу.

### 1990— 2000-ні роки
У 1990-ті роки поступово зменшується кількість випусків на лінію, а кількість маршрутів, що покривають мережу, скорочується.
Існує брак фінансування, через що 2009 року було відремонтовано лише 0,5 км контактної мережі, замість 2,0 км, та затримується заробітна плата. Наприклад, працівники Кременчуцького тролейбусного управління за листопад 2010 р. отримали своєчасно лише 40 % зарплати. Згідно з планом розвитку упродовж 2007—2012 рр. Кременчук мав закупити 51 тролейбус, придбано ж було лише 5.

### 2010— 2020-ті роки
2011 року відбуваються позитивні зміни в кременчуцькому тролейбусному управлінні. Уперше за багато років була набрана група осіб на опанування професії водія тролейбуса. А вже 6 грудня 2011 року на лінію вийшла рекордна кількість рухомого складу за останні 10 років (40 машин)[джерело?].
12 квітня 2012 року відкрито нову мийку для тролейбусів.
Станом на 2013 рік сумарна довжина мережі дорівнює приблизно 69 км. На балансі тролейбусного депо налічується 61 пасажирський тролейбус.
31 травня 2013 року запущено в експлуатацію 13 нових тролейбусів виробництва Львівського автобусного заводу. У 2016 придбано 1 тролейбус Богдан Т70117. 2017 року згідно з проектом «Міський громадський транспорт в Україні» було проведено тендер на 35 одинарних та 5 зчленованих тролейбусів, переможцем якого стала корпорація «Богдан».
У рамках проекту «Міський громадський транспорт в Україні» було заплановано:
- здійснити реконструкцію контактної мережі на суму в 1,47 млн євро, за рахунок залучених кредитних коштів Європейського інвестиційного банку під державні гарантії;
- придбати 50 тролейбусів на суму в 10 млн євро, за рахунок залучених кредитних коштів Європейського банку реконструкції та розвитку під місцеві гарантії[14]. Відповідно до підписаного 4 вересня 2017 року договору між ДП «АСЗ № 1» АТ "АК «Богдан Моторс» та КП «Кременчуцьке тролейбусне управління», місто має отримати 35 тролейбусів «Богдан Т70117» та 5 тролейбусів «Богдан Т90117»[15]. Поставки розпочато.

Впродовж 16-19 квітня 2018 року до Кременчука надійшли 5 тролейбусів моделі Богдан Т90117 за кредитом ЄБРР. Новим тролейбусам присвоїли порядкові № 001—005. Кожен з тролейбусів має можливість перевозити близько 200 пасажирів. З 18 травня 2018 року тролейбуси працюють на маршрутах міста. 17 липня 2018 року на лінію вийшли перші 3 одиночних тролейбуса моделі Богдан Т70117 (№ 006—008). 5 жовтня 2018 року — ще 6 тролейбусів (№ 009—014). 12 листопада 2018 року на маршрути вийшли наступні 6 тролейбусів Богдан-Т70117 (№ 015—020).
5 грудня 2018 року, вперше за 40 років, через Крюківський міст проїхав тролейбус Богдан Т70117 (№ 012). Це був тестовий проїзд, головною метою тестування було перевірити, як вписується тролейбус в габарити проїжджої смуги на мосту, де і як краще здійснити розворот на правому березі тощо. Тестовий заїзд пройшов вдало. Для цього планується замовити 10 нових тролейбусів, обладнаних для тривалого пробігу на автономному ході.
11 грудня 2018 року Кременчуцьке тролейбусне управління провело наступний тестовий проїзд тролейбуса на автономному ході від зупинки «Колісний завод» до 304-го кварталу (мікрорайон «Петрівка»), з метою перевірки технічної можливості запуску тролейбусного сполучення, відповідність габаритів, швидкості і розміру нового електротранспорту на даній ділянці автомагістралі, що не обладнана контактною мережею.
19 грудня 2018 року на маршрути вийшли 8 нових тролейбусів Богдан Т70117 (№ 021—028). 14 січня 2019 року на лінію вийшли останні 12 тролейбусів моделі Богдан-Т70117, замовлених за кредитом ЄБРР, які отримали паркові № 029—040.
24 жовтня 2019 року Кременчуцькому тролейбусному управлінню присвоєне ім'я Леоніда Левітана, який був начальником управління 32 роки (з квітня 1970 року по березень 2002 року).
29 жовтня 2019 року розпочаті роботи по розміщенню на зупинках громадського транспорту табличок з графіком руху тролейбусів. Протягом декількох тижнів такими табличками обладнані всі зупинки на тролейбусних маршрутах.
28 січня 2020 року запущено на постійній основі новий тролейбусний маршрут № 1+ до 304-го кварталу.
14 листопада 2019 року підписано договір на поставку 12-метрових тролейбусів на автономному ходу з ВАТ «Белкомунмаш» та ТОВ «БКМ-Україна».
28 січня 2020 року відкритий новий тролейбусний маршрут № 1+ «Річковий вокзал — Квартал 304», який від к/ст. «Колісний завод» до 304-го кварталу (мікрорайон «Петрівка») прямує на автономному ходу. Маршрут обслуговує Богдан Т70117 (№ 012), який був дообладнений додатковими акумуляторними батареями для можливості повноцінного автономного ходу.
20 лютого 2020 року Кременчуцьке тролейбусне управління провело наступний тестовий проїзд тролейбуса на автономному ході від Пивзаводського кола до Кохнівського хлібозаводу, зупиняючись на всіх зупинках. При цьому тролейбус був завантажений мішками з піском, щоб дослідити запас ходу та швидкість. Випробування пройшло вдало.
26 червня 2020 року запущено на постійній основі тролейбусний маршрут №5А+ «Річковий вокзал — Кохнівський хлібозавод, який від Півзаводського кільця до Кохнівський хлібозаводу прямує на автономному ходу. На маршруті експлуатується тролейбус Богдан Т70117 (№ 013), який був дообладнений додатковими акумуляторними батареями для можливості повноцінного автономного ходу.
25 вересня 2020 року до Кремечука надійшли перші два тролейбуса моделі АКСМ 32100D (БКМ-Україна) з восьми тролейбусів з опцією автономного ходу, які замовлені за кредитом ЄБРР, з метою експлуатації на маршрутах у напрямку Крюкова.
29 вересня 2020 року проведено перший тестовий проїзд тролейбуса АКСМ-32100D на автономному ходу через Крюківський міст до кільця села Маламівка, з метою запуску нового тролейбусного маршруту № 26А+.
5 жовтня 2020 року відбувся перший тестовий проїзд тролейбуса АКСМ-32100D на автономному ходу до району 3-й Занасип, з метою запуску тролейбусного маршруту № 28А+.
8 жовтня 2020 року відкритий новий тролейбусний маршрут № 26А+ «Вул. Молодіжна — Вул. Академіка Герасимовича (Крюків)», який на лівому березі прямує за маршрутом № 3Б, а через Крюківський міст і далі по правому берегу до кільця с. Маламівка курсує на автономному ході. Маршрут обслуговують тролейбуси АКСМ-32100D.
16 жовтня 2020 року відкритий тролейбусний маршрут № 28А+ «Вул. Молодіжна — Вул. Мічуріна (3-тя Занасип), який від залізничного вокзалу до кільця «Вул. Мічуріна» прямує на автономному ході. Маршрут обслуговує тролейбус Богдан Т70117 (№ 014), який був дообладнений додатковими акумуляторними батареями для можливості повноцінного автономного ходу.
11 листопада 2020 року проведено тестовий проїзд тролейбуса АКСМ-32100D (№ 045) на автономному ході до села Потоки, яке з вересня 2020 року приєднано до міста Кременчук. Маршрут протяжністю приблизно в одну сторону складає 18,5 км, з яких 12,5 км на автономному ходу.
На початку 2021 року планується запуск нового тролейбусного маршруту від Річкового вокзалу через Велику Кохнівку в Потоки. Вартість проїзду складе 5 гривень, пільгові категорії будуть перевозитися безкоштовно. Це при тому, що проїзд на маршрутці № 107 в Потоки коштує 8-14 гривень, залежно від зупинки Також планується відкриття маршруту до селища Піщане. Вартість проїзду буде така сама як і на інших маршрутах (5 грн.). Пільги будуть такими ж, як у внутрішньоміських тролейбусах.
27 вересня 2021 року розпочав регулярну роботу новий тролейбусний маршрут № 7 «Річковий вокзал — вулиця Калинова (с. Потоки)».

## Маршрути

### Сучасна маршрутна мережа
Станом на 15 серпня 2024 року діють такі маршрути:
| №    | Початковий пункт            | Кінцевий пункт            | Маршрут | Відстань, км | Інтервал руху, хв | Режим роботи | Примітки | Дата відкриття                |
| ---- | --------------------------- | ------------------------- | --- | ------------ | ----------------- | ------------ | --- | ----------------------------- |
| 1    | Колісний завод              | Річковий вокзал           | пр. Григорія Гамалії - вул. Київська - просп. Свободи - вул. Олександра Халаменюка - вул. Старшого Лейтенанта Кагала - вул. Університетська | 8,18         | 10-20             | ПН-НД        | | 1967 р.                       |
| 1+   | Квартал 304                 | Річковий вокзал           | вул. Олексія Древаля - пр. Внутрішньоквартальний - пр. Григорія Гамалії - вул. Київська - просп. Свободи - вул. Олександра Халаменюка - вул. Старшого Лейтенанта Кагала - вул. Університетська | 9,83         | 90                | ПН-НД        | Ділянка "Квартал 304 - Колісний завод" обслуговується тролейбусами з посиленим автономним ходом | 28.01.2020                    |
| 1+   | вул. Олексія Древаля        | Річковий вокзал           | вул. Олексія Древаля - пр. Внутрішньоквартальний - пр. Григорія Гамалії - вул. Київська - просп. Свободи - вул. Олександра Халаменюка - вул. Старшого Лейтенанта Кагала - вул. Університетська | 11,0         | 100               | ПН-НД        | 2 рейси ввечері. Ділянка "вул. Олексія Древаля - Колісний завод" обслуговується тролейбусами з посиленим автономним ходом                                                                                              | 01.08.2023                    |
| 2    | Річковий вокзал             | Укртатнафта               | вул. Університетська - вул. Старшого Лейтенанта Кагала - вул. Олександра Халаменюка - просп. Свободи - просп. Лесі Українки - вул. Свіштовська | 15,53        | 5-120             | ПН-ПТ        | | 06.1967                       |
| 3А   | Крюківський міст            | вул. Якова Петруся        | вул. Небесної Сотні - вул. Троїцька - просп. Свободи - просп. Лесі Українки | 8,14         | -                 | ПН-ПТ        | Один рейс в ранкову годину-пік. Також виконується на вимогу диспетчера | 1996                          |
| 3Б   | Крюківський міст            | вул. Молодіжна            | вул. Небесної Сотні - вул. Троїцька - просп. Свободи - просп. Лесі Українки | 11,28        | 10-20             | ПН-НД        | | 1996                          |
| 3Д   | Крюківський міст            | Укртатнафта               | вул. Небесної Сотні - вул. Троїцька - просп. Свободи - просп. Лесі Українки - вул. Свіштовська | 14,58        | 119-120           | СБ-НД        | 4 рейси в ранкову годину-пік | 21.11.2012                    |
| 5    | Річковий вокзал             | вул. Молодіжна            | вул. Університетська - вул. Старшого Лейтенанта Кагала - вул. Олександра Халаменюка - просп. Свободи - просп. Лесі Українки | 12,23        | 6-70              | ПН-НД        | | 2 пол. 1970-х - поч. 80-х рр. |
| 5А+  | Річковий вокзал             | Кохнівський хлібозавод    | вул. Університетська - вул. Старшого Лейтенанта Кагала - вул. Олександра Халаменюка - просп. Свободи - просп. Полтавський | 11,2         | 120-144           | ПН-НД        | Ділянка "вул. Вадима Пугачова - Кохнівський хлібозавод" обслуговується тролейбусами з посиленим автономним ходом | 26.06.2020                    |
| 6    | Колісний завод              | Укртатнафта               | пр. Григорія Гамалії - вул. Київська - вул. Вадима Пугачова - просп. Свободи - просп. Лесі Українки - вул. Свіштовська | 12,14        | 40-155            | ПН-НД        | Деякі рейси до вул. Молодіжна | Після 2010 р.                 |
| 6А+  | Квартал 304                 | Укртатнафта               | вул. Олексія Древаля - пр. Внутрішньоквартальний - пр. Григорія Гамалії - вул. Київська - вул. Вадима Пугачова - просп. Свободи - просп. Лесі Українки - вул. Свіштовська | 13,79        | 240               | ПН-ПТ        | 4 рейси вранці та вдень. Виконується в період навчального року (з 1 вересня до 1 червня). Ділянка "Квартал 304 - Колісний завод" обслуговується тролейбусами з посиленим автономним ходом                              | 11.09.2023                    |
| 7    | Річковий вокзал             | вул. Калинова (с. Потоки) | вул. Університетська - вул. Старшого Лейтенанта Кагала - вул. Олександра Халаменюка - просп. Свободи - просп. Полтавський - Автошлях М22 - вул. Лесі Українки - вул. Центральна - вул. Ювілейна - вул. Калинова | 20,4         | 53-140            | ПН-НД        | Ділянка "вул. Вадима Пугачова - вул. Калинова (с. Потоки)" обслуговується тролейбусами з посиленим автономним ходом | 27.09.2021                    |
| 8    | Колісний завод              | Міський сад               | пр. Григорія Гамалії - вул. Київська - просп. Свободи | 4,03         | -                 | -            | Виконується на вимогу диспетчера | 2 пол. 1970-х - поч. 80-х рр. |
| 9    | Річковий вокзал             | вул. Якова Петруся        | вул. Університетська - вул. Старшого Лейтенанта Кагала - вул. Олександра Халаменюка - просп. Свободи - просп. Лесі Українки | 8,67         | -                 | -            | Виконується на вимогу диспетчера. Може виконуватись під №3А | 2 пол. 1970-х - поч. 80-х рр. |
| 11А+ | Річковий вокзал             | Квартал 297               | вул. Університетська - вул. Старшого Лейтенанта Кагала - вул. Олександра Халаменюка - просп. Свободи - просп. Лесі Українки - вул. Молодіжна (назад - вул. Тараса Бульби) | 13,25        | 108-123           | ПН-ПТ        | Ділянка "вул. Молодіжна - Квартал 297 - просп. Лесі Українки" обслуговується тролейбусами з посиленим автономним ходом                                                                                                 | 21.12.2020                    |
| 13   | Крюківський міст            | Колісний завод            | вул. Небесної Сотні - вул. Троїцька - просп. Свободи - вул. Київська - пр. Григорія Гамалії | 7,12         | 71                | ПН-ПТ        | 2 рейси в ранкову годину-пік | 2 пол. 1970-х - поч. 80-х рр. |
| 15Б+ | Річковий вокзал             | вул. Молодіжна            | просп. Лесі Українки - просп. Свободи - вул. Квітки Цісик - вул. Лебедина - вул. Вадима Пугачова - вул. Сержанта Мельничука - просп. Свободи - вул. Олександра Халаменюка - вул. Старшого Лейтенанта Кагала - вул. Університетська | 15,02        | 121-292           | ПН-НД        | В поминальні дні до Укртатнафти. Ділянка "Завод Кредмаш - вул. Героїв УПА" (назад: "вул. Вадима Бойка - Міський сад") обслуговується тролейбусами з посиленим автономним ходом                                         | 25.11.2021                    |
| 18А+ | Крюківський міст            | вул. Молодіжна            | вул. Небесної Сотні - вул. Троїцька - вул. Лікаря Овксентія Богаєвського - вул. Гранітна - Бульвар Автокразівський - вул. Героїв Маріуполя - просп. Свободи - просп. Лесі Українки | 13,79        | -                 | -            | Ділянка "Спартак - Меморіал "Вічно живим"" обслуговується тролейбусами з посиленим автономним ходом | 15.08.2024                    |
| 25А+ | вул. Правобережна           | Укртатнафта               | вул. Республіканська - вул. Макаренка - вул. Івана Приходька - Крюківський міст - вул. Старшого Лейтенанта Кагала - вул. Олександра Халаменюка - просп. Свободи - просп. Лесі Українки - вул. Свіштовська | 21,03        | 8-34              | ПН-НД        | В міжпікові години в будні та у вихідні до вул. Молодіжна. Ділянка "вул. Правобережна - Центральний ринок (назад: Автовокзал)" обслуговується тролейбусами з посиленим автономним ходом та комунальними автобусами №25 | 16.03.2020                    |
| 26А+ | вул. Академіка Герасимовича | вул. Молодіжна            | вул. Академіка Герасимовича - вул. Гайдамацька - вул. Василя Стуса - вул. Івана Приходька - Крюківський міст - вул. Небесної Сотні - вул. Троїцька - просп. Свободи - просп. Лесі Українки | 18,84        | 40                | ПН-НД        | Деякі рейси до Укртатнафти. Ділянка "вул. Академіка Герасимовича - Центральний ринок" обслуговується тролейбусами з посиленим автономним ходом                                                                         | 08.10.2020                    |
| 28А+ | вул. Молодіжна              | вул. Давида Кострова      | просп. Лесі Українки - просп. Свободи - вул. Троїцька - вул. Небесної Сотні - вул. Старшого Лейтенанта Кагала (назад: вул. Олександра Халаменюка - просп. Свободи) - вул. Юрія Руфа - вул. Ярмаркова - вул. Салганна - пров. Межовий - вул. Житлобудівна - пров. 1-й Парковий - вул. Павла Скоропадського - вул. Максима Кривоноса - вул. Давида Кострова | 15,84        | 130-370           | ПН-НД        | В поминальні дні до Укртатнафти. Ділянка "Центральний ринок (назад: Залізничний вокзал) - вул. Давида Кострова" обслуговується тролейбусами з посиленим автономним ходом                                               | 16.10.2020                    |

### Скасовані та історичні маршрути
| №  | Початковий пункт                      | Кінцевий пункт                  | Примітки |
| -- | ------------------------------------- | ------------------------------- | --- |
| 1  | Пароплавна пристань (Річковий вокзал) | Електростанція (Міський сад)    | Діяв 06.09.1966 — 03.01.1967 |
| 1  | Пароплавна пристань (Річковий вокзал) | Автомобільний завод             | Діяв з 03.01.1967, згодом подовжений до Колісного заводу |
| 3  | Крюківський міст                      | Пивзавод (Проспект Полтавський) | Діяв в 1970-1996 роках, розділений на 2 подовжених маршрути №3А та №3Б |
| 4  | Крюківський міст (Андрія Ізюмова)     | КВБЗ                            | По вулиці Івана Приходька. Діяв півроку з кінця грудня 1972 р. Обслуговувався 2 тролейбусами. Закритий через нерентабельність та непопулярність через відсутність сполучення з лівим берегом. Контактна мережа демонтована у 1980-1990-х роках |
| 6  | Техучилище                            | КНПЗ (Укртатнафта)              | Введений у 2 пол. 70-х — на поч. 80-х років. Скасований до 1999 року |
| 7  | Річковий вокзал                       | Пивзавод (Проспект Полтавський) | Введений у 2 пол. 70-х — на поч. 80-х років. Скасований до 1999 року |
| 8  | Сквер "Космос" (Міський сад)          | Колісний завод                  | Введений у 2 пол. 70-х — на поч. 80-х років. Скасований до 1999 року, переведено в службовий |
| 9  | Пивзавод (Проспект Полтавський)       | КНПЗ (Укртатнафта)              | Деякі рейси до заводу БВК. Введений у 2 пол. 70-х — на поч. 80-х років. Скасований в 2008 році |
| 10 | Пивзавод (Проспект Полтавський)       | Завод БВК                       | Введений у 2 пол. 70-х — на поч. 80-х років. Скасований 2009 року. Контактна мережа демонтована в 2010-х роках |

### Перелік зупинок на маршрутах
| Маршрут № 1 |
| --- |

Схема тролейбусних маршрутів станом на 2020 рік

| - РІЧКОВИЙ ВОКЗАЛ - Вулиця Перемоги - Вулиця Академіка Маслова (в зворотньому напрямку) - Бульвар Українського Відродження - Центральний ринок - Залізничний вокзал - Вулиця Олександра Халаменюка - Завод «Кредмаш» - Міський сад - Квартал 101 (в зворотньому напрямку) - Водоканал - Меморіал «Вічно живим» - Новоіванівка - Автопарк - Тролейбусне управління (КТУ) - Вулиця Київська (в зворотньому напрямку) - Завод КрАЗ - Проїзд Григорія Гамалії - КОЛІСНИЙ ЗАВОД |

| Маршрут № 1+ |
| --- |
| - РІЧКОВИЙ ВОКЗАЛ - Вулиця Перемоги - Вулиця Академіка Маслова (в зворотньому напрямку) - Бульвар Українського Відродження - Центральний ринок - Залізничний вокзал - Вулиця Олександра Халаменюка - Завод «Кредмаш» - Міський сад - Квартал 101 (в зворотньому напрямку) - Водоканал - Меморіал «Вічно живим» - Новоіванівка - Автопарк - Тролейбусне управління (КТУ) - Вулиця Київська (в зворотньому напрямку) - Завод КрАЗ - Проїзд Григорія Гамалії - Колісний завод (в зворотньому напрямку) - Колісний завод (центральна прохідна) - Колісний завод (мала прохідна) - Наркодиспансер - КВАРТАЛ 304 - Котеджі - Магазин - Провулок 7-й Індустріальний - ВУЛИЦЯ ОЛЕКСІЯ ДРЕВАЛЯ |

| Маршрут № 2 |
| --- |
| - РІЧКОВИЙ ВОКЗАЛ - Вулиця Перемоги - Вулиця Академіка Маслова (в зворотньому напрямку) - Бульвар Українського Відродження - Центральний ринок - Залізничний вокзал - Вулиця Олександра Халаменюка - Завод «Кредмаш» - Міський сад - Квартал 101 (в зворотньому напрямку) - Водоканал - Меморіал «Вічно живим» - Вулиця Вадима Бойка - Вулиця Героїв УПА - Вулиця Вадима Пугачова - Проспект Полтавський - Вулиця Амвросія Ковальова - Вулиця Козацька - Вулиця Якова Петруся - Вулиця Керченська - Вулиця Героїв України - Техучилище - Проспект Лесі Українки - Вулиця Молодіжна - Свіштовське кладовище - Свічний заводик - Завод техвуглецю 2 - Завод техвуглецю - Кременчуцька ТЕЦ - УКРТАТНАФТА |

| Маршрут № 3А |
| --- |
| - КРЮКІВСЬКИЙ МІСТ - Центральний ринок - Центр - Вулиця Небесної Сотні - Спартак - Героїв Чорнобиля - Міський сад - Квартал 101 (в зворотньому напрямку) - Водоканал - Меморіал «Вічно живим» - Вулиця Вадима Бойка - Вулиця Героїв УПА - Вулиця Вадима Пугачова - Проспект Полтавський - Вулиця Амвросія Ковальова - Вулиця Козацька - ВУЛИЦЯ ЯКОВА ПЕТРУСЯ |

| Маршрут № 3Б |
| --- |
| - КРЮКІВСЬКИЙ МІСТ - Центральний ринок - Центр - Вулиця Небесної Сотні - Спартак - Героїв Чорнобиля - Міський сад - Квартал 101 (в зворотньому напрямку) - Водоканал - Меморіал «Вічно живим» - Вулиця Вадима Бойка - Вулиця Героїв УПА - Вулиця Вадима Пугачова - Проспект Полтавський - Вулиця Амвросія Ковальова - Вулиця Козацька - Вулиця Якова Петруся - Вулиця Керченська - Вулиця Героїв України - Техучилище - Проспект Лесі Українки - ВУЛИЦЯ МОЛОДІЖНА |

| Маршрут № 3Д |
| --- |
| - КРЮКІВСЬКИЙ МІСТ - Центральний ринок - Центр - Троїцька вулиця - Спартак - Героїв Чорнобиля - Міський сад - Квартал 101 (в зворотньому напрямку) - Водоканал - Меморіал «Вічно живим» - Вулиця Вадима Бойка - Вулиця Героїв УПА - Вулиця Вадима Пугачова - Проспект Полтавський - Вулиця Амвросія Ковальова - Вулиця Козацька - Вулиця Якова Петруся - Вулиця Керченська - Вулиця Героїв України - Техучилище - Проспект Лесі Українки - Вулиця Молодіжна - Свіштовське кладовище - Свічний заводик - Завод техвуглецю 2 - Завод техвуглецю - Кременчуцька ТЕЦ - УКРТАТНАФТА |

| Маршрут № 5 |
| --- |
| - РІЧКОВИЙ ВОКЗАЛ - Вулиця Перемоги - Вулиця Академіка Маслова (в зворотньому напрямку) - Бульвар Українського Відродження - Центральний ринок - Залізничний вокзал - Вулиця Олександра Халаменюка - Завод «Кредмаш» - Міський сад - Квартал 101 (в зворотньому напрямку) - Водоканал - Меморіал «Вічно живим» - Вулиця Вадима Бойка - Вулиця Героїв УПА - Вулиця Вадима Пугачова - Проспект Полтавський - Вулиця Амвросія Ковальова - Вулиця Козацька - Вулиця Якова Петруся - Вулиця Керченська - Вулиця Героїв України - Техучилище - Проспект Лесі Українки - ВУЛИЦЯ МОЛОДІЖНА |

| Маршрут № 5А+ |
| --- |
| - РІЧКОВИЙ ВОКЗАЛ - Вулиця Перемоги - Вулиця Академіка Маслова (в зворотньому напрямку) - Бульвар Українського Відродження - Центральний ринок - Залізничний вокзал - Вулиця Олександра Халаменюка - Завод «Кредмаш» - Міський сад - Квартал 101 (в зворотньому напрямку) - Водоканал - Меморіал «Вічно живим» - Вулиця Вадима Бойка - Вулиця Героїв УПА - Вулиця Вадима Пугачова - Проспект Полтавський - Школа № 24 - Районна лікарня - Шляхопровід - Караван - Хуторок - КОХНІВСЬКИЙ ХЛІБОЗАВОД |

| Маршрут № 6 |
| --- |
| - УКРТАТНАФТА - Кременчуцька ТЕЦ - Завод техвуглецю - Завод техвуглецю 2 - Свіштовське кладовище - Вулиця Молодіжна - Проспект Лесі Українки - Техучилище - Вулиця Героїв України - Вулиця Керченська - Вулиця Якова Петруся - Вулиця Козацька - Вулиця Амвросія Ковальова - Проспект Полтавський - Автокооператив - Станція техобслуговування - Вулиця Київська - Автопарк (в зворотньому напрямку) - Тролейбусне управління (КТУ) - Вулиця Київська (в зворотньому напрямку) - Завод КрАЗ - Ярославський проїзд - КОЛІСНИЙ ЗАВОД |

| Маршрут № 7 |
| --- |
| - РІЧКОВИЙ ВОКЗАЛ - Вулиця Перемоги - Вулиця Академіка Маслова (в зворотньому напрямку) - Бульвар Українського Відродження - Центральний ринок - Залізничний вокзал - Вулиця Олександра Халаменюка - Завод «Кредмаш» - Міський сад - Квартал 101 (в зворотньому напрямку) - Водоканал - Меморіал «Вічно живим» - Вулиця Вадима Бойка - Вулиця Героїв УПА - Вулиця Вадима Пугачова - Проспект Полтавський - Школа № 24 - Районна лікарня - Шляхопровід - Караван - Хуторок - Хлібозавод - Соснівка - Аеродром - Птахофабрика - вул. Весняна (на вимогу) - Центр - Ерудит - Поворот - ВУЛИЦЯ КАЛИНОВА (С. ПОТОКИ) |

| Маршрут № 8 |
| --- |
| - МІСЬКИЙ САД - Троїцький ринок (в зворотньому напрямку) - Водоканал - Меморіал «Вічно живим» - Новоіванівка - Автопарк - Тролейбусне управління (КТУ) - Вулиця Київська - Завод КрАЗ - Ярославський проїзд - КОЛІСНИЙ ЗАВОД |

| Маршрут № 9 |
| --- |
| - РІЧКОВИЙ ВОКЗАЛ - Вулиця Перемоги - Вулиця Академіка Маслова (в зворотньому напрямку) - Бульвар Українського Відродження - Центральний ринок - Залізничний вокзал - Вулиця Олександра Халаменюка - Завод «Кредмаш» - Міський сад - Квартал 101 (в зворотньому напрямку) - Водоканал - Меморіал «Вічно живим» - Вулиця Вадима Бойка - Вулиця Героїв УПА - Вулиця Вадима Пугачова - Проспект Полтавський - Вулиця Амвросія Ковальова - Вулиця Козацька - ВУЛИЦЯ ЯКОВА ПЕТРУСЯ |

| Маршрут № 11А+ |
| --- |
| - РІЧКОВИЙ ВОКЗАЛ - Вулиця Перемоги - Вулиця Академіка Маслова (в зворотньому напрямку) - Бульвар Українського Відродження - Центральний ринок - Залізничний вокзал - Вулиця Олександра Халаменюка - Завод «Кредмаш» - Міський сад - Квартал 101 (в зворотньому напрямку) - Водоканал - Меморіал «Вічно живим» - Вулиця Вадима Бойка - Вулиця Героїв УПА - Вулиця Вадима Пугачова - Проспект Полтавський - Вулиця Амвросія Ковальова - Вулиця Козацька - Вулиця Якова Петруся - Вулиця Керченська - Вулиця Героїв України - Техучилище - Проспект Лесі Українки - Вулиця Молодіжна - Школа №17 (в зворотньому напрямку) - КВАРТАЛ 297 |

| Маршрут № 13 |
| --- |
| - КРЮКІВСЬКИЙ МІСТ - Центральний ринок - Центр - Вулиця Троїцька - Спартак - Героїв Чорнобиля - Міський сад - Квартал 101 (в зворотньому напрямку) - Водоканал - Меморіал «Вічно живим» - Новоіванівка - Автопарк - Тролейбусне управління (КТУ) - Вулиця Київська (в зворотньому напрямку) - Завод КрАЗ - Проїзд Григорія Гамалії - КОЛІСНИЙ ЗАВОД |

| Маршрут №15Б+ |
| --- |
| - РІЧКОВИЙ ВОКЗАЛ - Вулиця Перемоги - Вулиця Академіка Маслова (в зворотньому напрямку) - Бульвар Українського Відродження - Центральний ринок - Залізничний вокзал - Вулиця Олександра Халаменюка - Завод «Кредмаш» - Міський сад - Школа №1 - Пекарня - Вулиця Європейська - Крамниця - Провулок Кагамлицький - Провулок Сивашський - Провулок Вишневий - Заправка - Провулок Будівельний (в зворотньому напрямку) - Провулок Медовий - Вулиця Лебедина - Третя міська лікарня - Військовий ліцей - Вулиця Квітки Цісик - Вулиця Вадима Бойка (в зворотньому напрямку) - Вулиця Вадима Бойка (в зворотньому напрямку) - Вулиця Героїв УПА - Вулиця Вадима Пугачова - Проспект Полтавський - Вулиця Амвросія Ковальова - Вулиця Козацька - Вулиця Якова Петруся - Вулиця Керченська - Вулиця Героїв України - Техучилище - Проспект Лесі Українки - ВУЛИЦЯ МОЛОДІЖНА - Свіштовське кладовище - Свічний заводик - Завод техвуглецю 2 - Завод техвуглецю - Кременчуцька ТЕЦ - УКРТАТНАФТА |

| Маршрут № 18А+ |
| --- |
| - КРЮКІВСЬКИЙ МІСТ - Центральний ринок - Центр - Вулиця Небесної Сотні - Спартак - Молокозавод - Перша міська лікарня - Вулиця Хорольська - Бульвар Автокразівський - Кондитерська "Гурман" - Вулиця Миру - Вулиця Героїв Маріуполя - Ліцей №5 - Меморіал «Вічно живим» - Вулиця Вадима Бойка - Вулиця Героїв УПА - Вулиця Вадима Пугачова - Проспект Полтавський - Вулиця Амвросія Ковальова - Вулиця Козацька - Вулиця Якова Петруся - Вулиця Керченська - Вулиця Героїв України - Техучилище - Проспект Лесі Українки - ВУЛИЦЯ МОЛОДІЖНА |

| Маршрут № 25А+ |
| --- |
| - ВУЛИЦЯ ПРАВОБЕРЕЖНА - Раківка - Вагонний завод - Школа №29 - Вулиця Насосна - Музей Макаренка - Залізничний вокзал "Крюків-на-Дніпрі" - Млин - Андрія Ізюмова - Центральний ринок - Автовокзал (в зворотньому напрямку) - Залізничний вокзал - Вулиця Олександра Халаменюка - Завод «Кредмаш» - Міський сад - Квартал 101 (в зворотньому напрямку) - Водоканал - Меморіал «Вічно живим» - Вулиця Вадима Бойка - Вулиця Героїв УПА - Вулиця Вадима Пугачова - Проспект Полтавський - Вулиця Амвросія Ковальова - Вулиця Козацька - Вулиця Якова Петруся - Вулиця Керченська - Вулиця Героїв України - Техучилище - Проспект Лесі Українки - Вулиця Молодіжна - Свіштовське кладовище - Свічний заводик - Завод техвуглецю 2 - Завод техвуглецю - Кременчуцька ТЕЦ - УКРТАТНАФТА |

| Маршрут № 26А+ |
| --- |
| - ВУЛИЦЯ АКАДЕМІКА ГЕРАСИМОВИЧА - Поворот - Пров. Гарматний - Вулиця Гайдамацька - Ринок - Вулиця Василя Стуса - Пров. Самойловський - Пров. Калиновий - Вагонний завод - Стадіон «Вагонобудівник» - Залізничний вокзал «Крюків-на-Дніпрі» - Будинок Чуркіна - Андрія Ізюмова - Центральний ринок (в зворотньому напрямку) - Центральний ринок - Центр - Вулиця Троїцька - Спартак - Героїв Чорнобиля - Міський сад - Квартал 101 (в зворотньому напрямку) - Водоканал - Меморіал «Вічно живим» - Вулиця Вадима Бойка - Вулиця Героїв УПА - Вулиця Вадима Пугачова - Проспект Полтавський - Вулиця Амвросія Ковальова - Вулиця Козацька - Вулиця Якова Петруся - Вулиця Керченська - Вулиця Героїв України - Техучилище - Проспект Лесі Українки - ВУЛИЦЯ МОЛОДІЖНА - Свіштовське кладовище - Свічний заводик - Завод техвуглецю 2 - Завод техвуглецю - Кременчуцька ТЕЦ - УКРТАТНАФТА |

| Маршрут № 28А+ |
| --- |
| - ВУЛИЦЯ ДАВИДА КОСТРОВА - Школа №3 - Магазин - вул. Житлобудівна - Провулок Межовий - Склади "Кредмаш" - вул. Салганна - Залізничний вокзал - Вулиця Олександра Халаменюка - Завод «Кредмаш» - Центральний ринок (в зворотньому напрямку) - Центральний ринок (в зворотньому напрямку) - Центр (в зворотньому напрямку) - Вулиця Троїцька (в зворотньому напрямку) - Спартак (в зворотньому напрямку) - Героїв Чорнобиля (в зворотньому напрямку) - Міський сад - Квартал 101 (в зворотньому напрямку) - Водоканал - Меморіал «Вічно живим» - Вулиця Вадима Бойка - Вулиця Героїв УПА - Вулиця Вадима Пугачова - Проспект Полтавський - Вулиця Амвросія Ковальова - Вулиця Козацька - Вулиця Якова Петруся - Вулиця Керченська - Вулиця Героїв України - Техучилище - Проспект Лесі Українки - ВУЛИЦЯ МОЛОДІЖНА - Свіштовське кладовище - Свічний заводик - Завод техвуглецю 2 - Завод техвуглецю - Кременчуцька ТЕЦ - УКРТАТНАФТА |

## Вартість проїзду
| Динаміка вартості проїзду | Динаміка вартості проїзду | Динаміка вартості проїзду |
| Дата встановлення тарифу  | Вартість проїзду, ₴       | Примітки                  |
| ------------------------- | ------------------------- | ------------------------- |
|                           | 0,25                      |                           |
|                           | 0,30                      |                           |
|                           | 0,50                      |                           |
|                           | 0,75                      |                           |
| 1 травня 2011             | 1,00                      | [ 36 ]                    |
| 1 липня 2012              | 1,25                      | [ 36 ]                    |
| 9 червня 2013             | 1,50                      | [ 37 ]                    |
| 1 жовтня 2016             | 2,00                      | [ 38 ]                    |
| 1 серпня 2021             | 5,00                      | [ 39 ]                    |
| 1 грудня 2021             | 8,00                      |                           |
| 1 червня 2022             | 10,00                     | [ 40 ]                    |
| 1 жовтня 2024             | 12,00                     | [ 41 ]                    |

Діють проїзні абонементи для школярів, студентів та інших верств населення, із 1 жовтня 2016 року по 1 серпня 2021 року їхня вартість становила 30, 35 та 80 грн /місяць відповідно.
Оплата разового проїзду здійснюється готівкою кондуктору тролейбуса. Рішенням Кременчуцької міської ради від 4 вересня 2019 року передбачалось впровадження електронного квитка для міського пасажирського комунального транспорту з 1 січня 2020 року, однак станом на 1 вересня 2020 року автоматизовану систему обліку оплати проїзду в тролейбусах не реалізовано. З липня 2017 року є можливість безконтактної оплати проїзду через QR-код, за допомогою мобільного додатку Приват24.
Станом на жовтень 2019 року собівартість разового проїзду становила 3,26 ₴.
3 1 жовтня 2024 року вартість проїзду становить 12,00 гривень

## Рухомий склад
Станом на жовтень 2020 року у місті налічується 60 пасажирських тролейбусів у робочому стані:
| Модель        | Фото | Виробник                     | Кількість на 10.2020 | Роки постачання | Бортові номери   | Примітки |
| ------------- | ---- | ---------------------------- | -------------------- | --------------- | ---------------- | -------- |
| Богдан Т70117 |      | Україна, Корпорація «Богдан» | 36                   | 2016, 2018      | 006–040, 210     |          |
| ЛАЗ Е183D1    |      | Україна, ЛАЗ                 | 9                    | 2008, 2013      | 192–193, 200—207 |          |
| Богдан Т90117 |      | Україна, Корпорація «Богдан» | 5                    | 2018            | 001-005          |          |
| ЛАЗ Е301А1    |      | Україна, ЛАЗ                 | 3                    | 2013            | 197-199          |          |
| Богдан Т60111 |      | Україна, Корпорація «Богдан» | 2                    | 2009            | 195-196          |          |
| ЛАЗ Е183A1    |      | Україна, ЛАЗ                 | 2                    | 2013            | 208-209          |          |
| АКСМ 32100D   |      | Білорусь, Белкомунмаш        | 8                    | 2020            | 041-048          |          |

## Експлуатуюче підприємство
Комунальне підприємство «Кременчуцьке тролейбусне управління імені Л. Я. Левітана» (КП «КТУ ім. Л. Я. Левітана»), адреса: 39631, Полтавська область, Кременчук, вулиця Київська, 69.

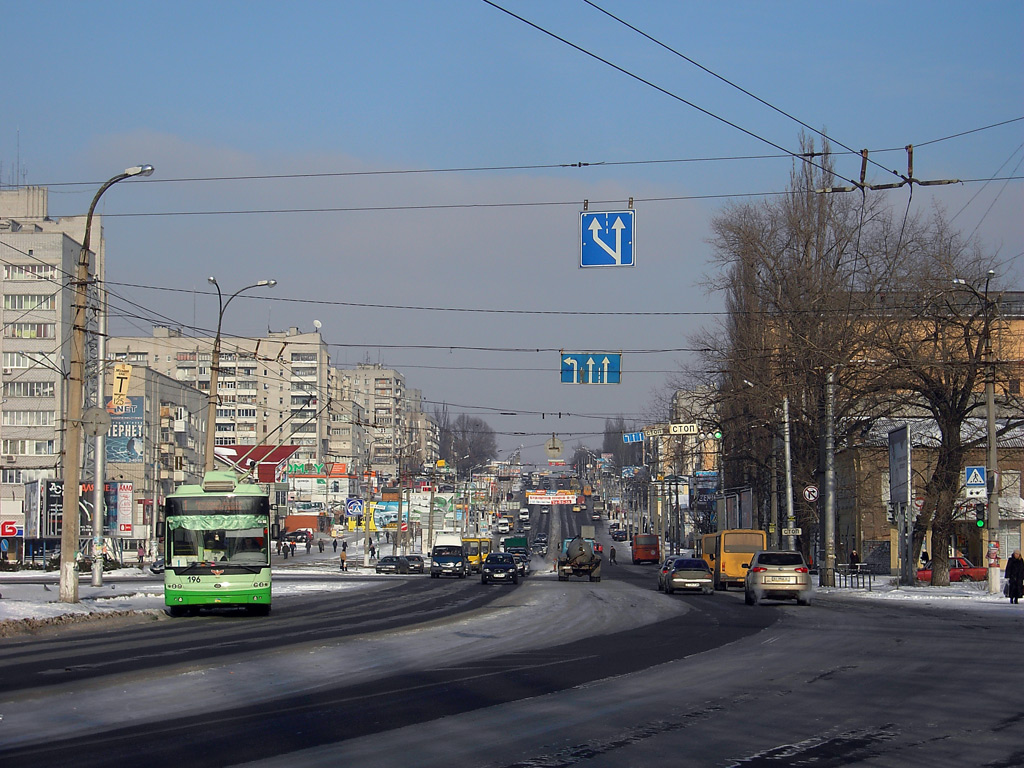
Богдан Т60111
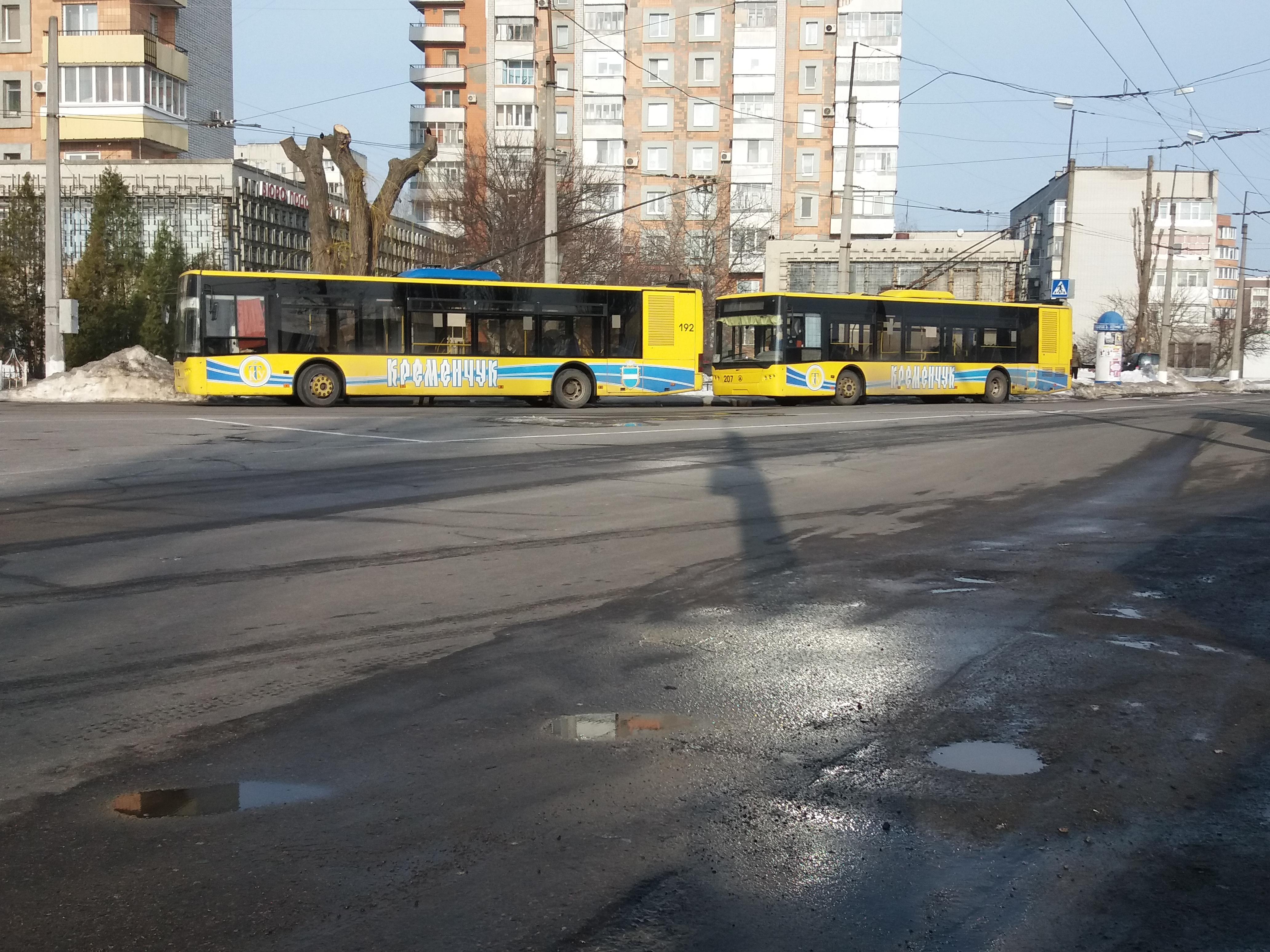
ЛАЗ Е183
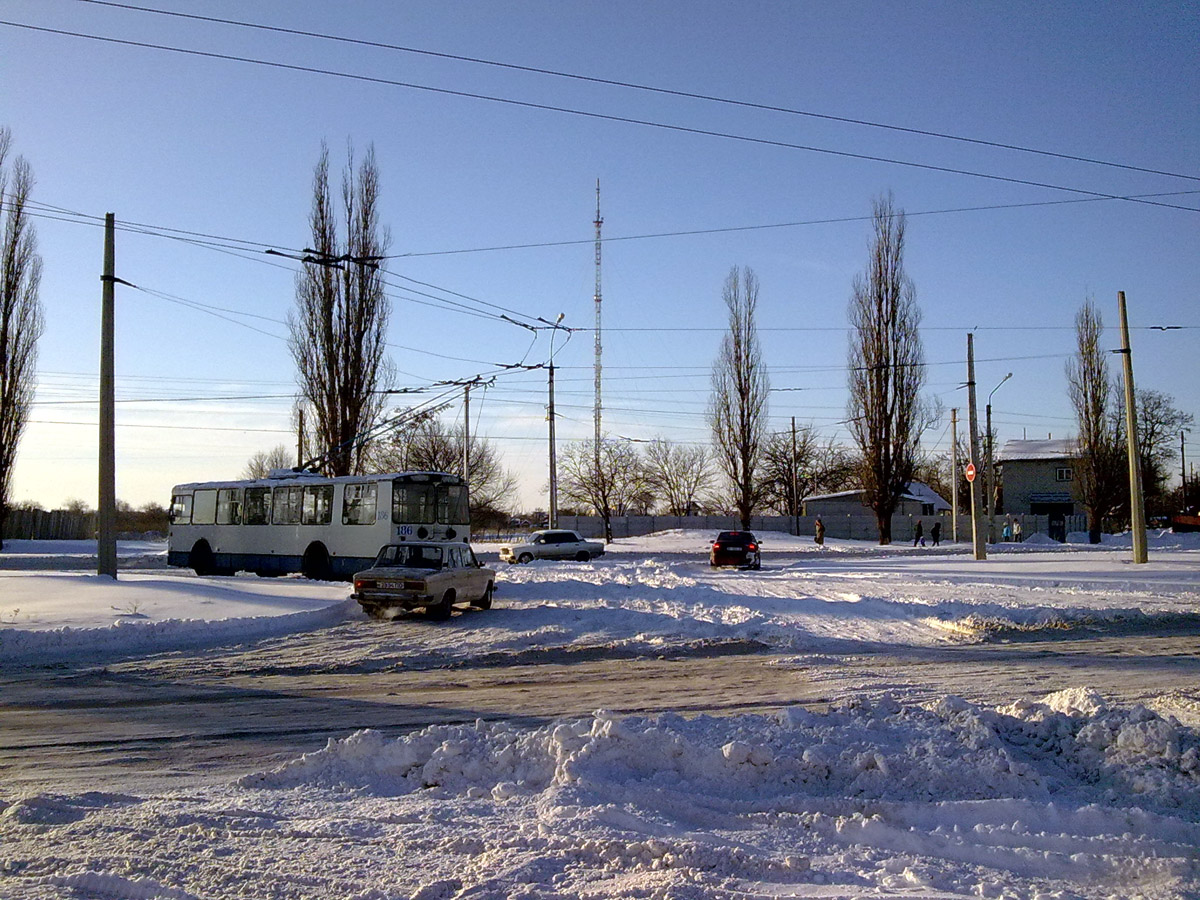
ЗіУ-682

## Цікаві факти
- У квітні 2010 року один з тролейбусів планували перетворити у громадську вбиральню[46][47][48].
- 2 січня 2010 року рух тролейбусів було паралізовано через обледеніння проводів[49].
- Представники УГКЦ колядували прямо у тролейбусі[50].